# Rudolph Bernhard
Rudolph Bernhard (* 1934; †  2002) war ein deutscher Journalist.

## Leben
Sein Vater war Henry Bernhard, der Mitherausgeber der Tageszeitung Stuttgarter Nachrichten war. 
Von 1965 bis 1979 war Rudolph Bernhard Chefredakteur der Stuttgarter Nachrichten. Seit 1982 war er Leiter der Nachrichtenredaktion beim Südwestfunk in Baden-Baden. Von 1986 bis 1996 war er Chefredakteur der Saarbrücker Zeitung. 
Die aus drei Personen bestehende Erbengemeinschaft Rudolph Bernhard ist heute einer von vier Anteilseignern des Verlags der Stuttgarter Nachrichten und in der Gruppe Württembergischer Verleger Mitbesitzer der Südwestdeutsche Medien Holding.